# Fello Star
Fello Star de Labé – gwinejski klub piłkarski, grający w drugiej, a niegdyś w pierwszej lidze gwinejskiej, mający siedzibę  w mieście Labé.

## Historia
Klub został założony w 1988 roku. Swój pierwszy sukces osiągnął w 2000 roku, gdy zdobył Puchar Gwinei. W finale pokonał 2:1 zespół Horoya AC. W 2004 roku został po raz pierwszy mistrzem Gwinei. Tytuł mistrzowski przyznawano wówczas zdobywcy krajowego pucharu. W jego finale Fello Star pokonał po serii rzutów karnych CI Kamsar (po 120 minutach był remis 2:2). Kolejne tytuły mistrzowskie Fello Star wywalczył w latach 2006, 2008, 2009 i 2010.

## Stadion
Domowe mecze klub rozgrywa na stadionie o nazwie Stade Régional Saifoullaye Diallo w Labé. Stadion może pomieścić 5000 widzów.

## Sukcesy
- Guinée Championnat National:

mistrzostwo (5): 2004, 2006, 2008, 2009, 2010
wicemistrzostwo (2): 2005, 2011
- Puchar Gwinei:

zwycięstwo (2): 2000, 2004
- Superpuchar Gwinei:

zwycięstwo (2): 2007, 2009

## Występy w afrykańskich pucharach
| Sezon | Rozgrywki              | Runda              | Kraj                          | Klub                     | Dom | Wyjazd | Dwumecz                 |
| ----- | ---------------------- | ------------------ | ----------------------------- | ------------------------ | --- | ------ | ----------------------- |
| 2005  | Liga Mistrzów          | wstępna            | Senegal                       | ASC Diaraf               | 1–0 | 1–2    | 2–2                     |
| 2005  | Liga Mistrzów          | 1                  | Algieria                      | JS Kabylie               | 1–0 | 0–0    | 1–0                     |
| 2005  | Liga Mistrzów          | 2                  | Południowa Afryka             | Ajax Kapsztad            | 2–0 | 0–2    | 2–2 (k. 2–3)            |
| 2005  | Puchar Konfederacji\|- | play-off           | Kamerun                       | Bamboutos FC             | 1–0 | 3–0    | 4–0                     |
| 2005  | Puchar Konfederacji\|- | Gr. A (4. miejsce) | Ghana                         | King Faisal Babes FC     | 0–1 | 0–2    | 0–3                     |
| 2005  | Puchar Konfederacji\|- | Gr. A (4. miejsce) | Maroko                        | FAR Rabat                | 0–1 | 0–1    | 0–2                     |
| 2005  | Puchar Konfederacji\|- | Gr. A (4. miejsce) | Tunezja                       | AS Marsa                 | 1–2 | 1–3    | 2–5                     |
| 2007  | Liga Mistrzów          | wstępna            | Republika Zielonego Przylądka | Sporting Praia           | -   | -      | walkower dla Fello Star |
| 2007  | Liga Mistrzów          | 1                  | Tunezja                       | Étoile Sportive du Sahel | 0–1 | 1–4    | 1–5                     |
| 2009  | Liga Mistrzów          | wstępna            | Algieria                      | ASO Chlef                | 1–2 | 0–1    | 1–3                     |
| 2010  | Liga Mistrzów          | wstępna            | Maroko                        | Raja Casablanca          | 1–3 | 1–1    | 2–4                     |
| 2011  | Liga Mistrzów          | wstępna            | Burkina Faso                  | ASFA Yennenga            | 1–1 | 0–3    | 1–4                     |

## Reprezentanci kraju grający w klubie
Stan na sierpień 2024.
| - Elhadj Bah - Aboubacar Camara - Fodé Camara - Fodé Camara - Ibrahima Sory Camara - Minka Camara - Mohamed Sorel Camara - Saliou Camara - Seydou Camara - Abdoulaye Cissé - Bangaly Cissé - Ibrahima Conté - Victor Correia | - Boubacar Diallo - Moustapha Kouyaté - Jean-Claude Landel - Michel Millimono - Alya Sidibé - Naby Soumah - Ismaël Sylla - Morlaye Sylla - Sankoumba Sylla - Youssouf Touré - Momo Yansané - Bacari Agusuto Fernandes |